# Roland Bättig
Roland Bättig (* 28. Juli 1979 in Schötz) ist ein ehemaliger Schweizer Fussballspieler.

## Karriere
Roland Bättig begann seine aktive Karriere im Nachwuchs des FC Schötz. Sein Profidebüt feierte er beim SC Kriens, kehrte jedoch bereits nach einer Spielzeit wieder zu seinem Jugendverein zurück. Anfang der Saison 2001/02 wechselte der defensive Mittelfeldspieler, der auch als Innenverteidiger eingesetzt werden kann, zu Neuchâtel Xamax, bei dem er erstmals in der höchsten Schweizer Spielklasse zum Einsatz kam (der damaligen NLA). In Neuenburg entwickelte er sich rasch zum Stammspieler und Publikumsliebling, dem sogar ein eigener Fangesang gewidmet wurde. Ab Sommer 2004 stand Bättig dann für zwei Jahre in Diensten des FC Aarau, bei dem er ebenfalls zur Stammelf zählte. Sein auslaufender Vertrag wurde jedoch nicht verlängert, da die Aarauer im Juni 2006 den kurz zuvor in Thun entlassenen Urs Schönenberger als neuen Trainer verpflichteten. Es war bekannt, dass dieser nicht auf Bättig setzen würde.
So kam es, dass sich der Innerschweizer für die Saison 2006/07 wieder den Kriensern anschloss, bei denen er sich in der Vorrunde zu einem der wichtigsten Spieler entwickelte. Die Luzerner gehörten zu diesem Zeitpunkt zusammen mit dem von Murat Yakin trainierten Concordia Basel und dem 2006 abgestiegenen Neuchâtel Xamax zu den Aufstiegsaspiranten in der Challenge League. Die Vereinsführung der Xamaxien holte in der Rückrunde den damaligen Nati-Torhüter Pascal Zuberbühler zur Verstärkung und bemühte sich ausserdem um eine sofortige Rückkehr Bättigs nach Neuenburg. Trotz dem noch laufenden Vertrag wurde der Wechsel im Januar 2007 Tatsache. Auch dank seinen Leistungen schaffte Xamax den umgehenden Wiederaufstieg in die Axpo Super League. In der Saison 2007/08 wurden Bättig erneut Unstimmigkeiten mit einem Trainer zum Verhängnis. Er stand in der öffentlich kommunizierten Kritik von Gérard Castella und erhielt laufend weniger Einsatzzeit. Dies führte dazu, dass Bättig Xamax schliesslich verliess. In der Winterpause wurde er vom FC Luzern auf Leihbasis bis Ende Saison verpflichtet, spielte in der Folge jedoch nur selten 90 Minuten durch.
Bättigs Pechsträhne setzte sich auch in der darauffolgenden Spielzeit fort. Luzern bot ihm keinen neuen Vertrag an, weshalb er einen Kontrakt bei der AC Bellinzona unterschrieb, die zu diesem Zeitpunkt noch von Vladimir Petković trainiert wurde. Ab Sommer 2008 wurde jedoch Marco Schällibaum neuer Cheftrainer in Bellinzona, in dessen Kader Bättig keinen Platz fand. Der Mittelfeldspieler wurde von den italienischen Klubbesitzern zusammen mit dem Innenverteidiger Paolo Carbone zum Serie-C1-Club Como Calcio abgeschoben. Bereits einen Monat später kehrte der Schweizer wieder zurück ins Tessin, da er die Arbeitsverhältnisse in Como bemängelte. Trotz dem gültigen Vertrag wurde es Roland Bättig nicht einmal gestattet, den Trainingseinheiten beizuwohnen – ein Recht, das er sich auf juristischem Weg erstreiten musste. Erst zu diesem Zeitpunkt wurde sein Wechsel zur AC Bellinzona öffentlich bekannt gegeben. Da Bättig zu keinerlei Einsätzen kam, drängte er in der Folge auf eine Vertragsauflösung, in welche die Vereinsführung schliesslich einwilligte, nachdem er damit drohte, den Weg vors Arbeitsgericht einzuschlagen.
Der defensive Mittelfeldspieler absolvierte daraufhin einige Trainingseinheiten beim FC Thun und konnte Trainer Murat Yakin von seinen Qualitäten überzeugen. Im Juli 2009 unterschrieb er bei den Berner Oberländern einen Zweijahresvertrag. Kaum in Thun eingelebt, festigte Bättig, der die klassische Nummer sechs verkörpert, umgehend seine Position als ruhender Pol in einer doch sehr jungen Mannschaft. Er stand bei allen 25 Begegnungen, zu denen er in der Spielzeit 2009/10 aufgeboten wurde, jeweils 90 Minuten auf dem Platz. Dabei kam er erfolgreich seiner Aufgabe nach, den Angriff der Gegner zu unterbinden und dann die eigenen Offensivleute ins Spiel zu bringen – dies in der für ihn typisch ruhigen Art, ohne mit Dribblings und Kabinettstückchen auf sich aufmerksam zu machen. Auch dank dem erfahrenen Routinier wurde der FC Thun in dieser Saison Challenge-League-Meister und stieg in die Axpo Super League auf.
Bättig blieb auch nach dem Aufstieg ein sicherer Wert im Thuner Team und bestritt bis auf zwei Ausnahmen (Absitzen einer Gelb/Rot-Sperre aufgrund zweier umstrittener Handspiele sowie einer Gelbsperre) jede Partie der laufenden Saison. Mitte Februar 2011 wurde bekannt, dass die Berner Oberländer den auslaufenden Vertrag mit ihrem Mittelfeldakteur um ein Jahr bis zum 30. Juni 2012 verlängert haben (mit Option auf eine weitere Spielzeit). Zeitgleich wurde kommuniziert, dass Bättig neuer Captain der Thuner wird. Er trat in dieser Funktion die Nachfolge des mittlerweile für den FC St. Gallen spielenden Argentiniers Scarione an, dem die Binde wegen einer Undiszipliniertheit abgenommen worden war.
Nach der Saison 2013/14 beendete Bättig seine Fussballer-Karriere.

## Erfolge
- 2009/10 Challenge-League-Meister mit dem FC Thun[18]